# Primera Dama de Mato Grosso do Sul
Aquesta llista reuneix les primera-damas de l'estat del Mato Grosso do Sul.

## Llista
- 1 - Amélia Santana
- Maria Antonina Cançado Soares[1][2]
- 2 -Ilda Salgado[3]
- 3 -Maria Aparecida Pedrossian[4][5]
- 4 -Nelly Martins[6][7]
- 5 -Fairte Tebet[8]
- 6 -Maria Antonina Cançado Soares[2]
- 7 -Maria Aparecida Pedrossian[4]
- 8 -Nelly Martins
- 9 -Gilda Gomes
- 10 -Elisabeth Maria Machado
- 11 -Fátima Azambuja
- 12 – Mônica Riedel